# Cultura de Pengtoushan
La cultura de Pengtoushan (xinès tradicional: 彭頭山文化, xinès simplificat: 彭头山文化) (7500 - 6100 aC) fou una cultura arqueològica del Neolític situada al voltant de la regió central del riu Iang-Tsé, al nord-oest de la província de Hunan, Xina. Va ser aproximadament contemporània amb la cultura de Peiligang al nord. Porta el nom del jaciment de Pengtoushan.

## Jaciments
Pengtoushan, situat al comtat de Li, Hunan, és el jaciment principal de la cultura de Pengtoushan. Excavat al 1988, Pengtoushan ha estat difícil de datar amb precisió, amb una gran variabilitat en les dates que van des del 9000 aC fins al 5500 aC. Es va descobrir ceràmica cordada entre els béns funeraris. És el poble més antic establert permanentment fins ara descobert a la Xina.
Un altre jaciment important és el de Bashidang, també al comtat de Li, pertanyent a la fase final de la cultura de Pengtoushan. Presenta una paret i una rasa, a més d'una plataforma en forma d'estrella.

## Cultiu d'arròs
Els residus d'arròs a Pengtoushan han estat datats amb carboni entre el 8200 i el 7800 aC, mostrant que l'arròs s'havia domesticat en aquest moment. En fases posteriors, les olles que contenien grans d'arròs també es van datar aproximadament al 5800 aC. Cap al 4000 aC, les proves de domesticació de l'arròs a la regió són abundants en forma d'espadat d'os i fusta, així com ceràmica. Els grans d'arròs a Pengtoushan són més grans que l'arròs salvatge natural. També s'han trobat grans quantitats de grans d'arròs a Bashidang.

## Galeria

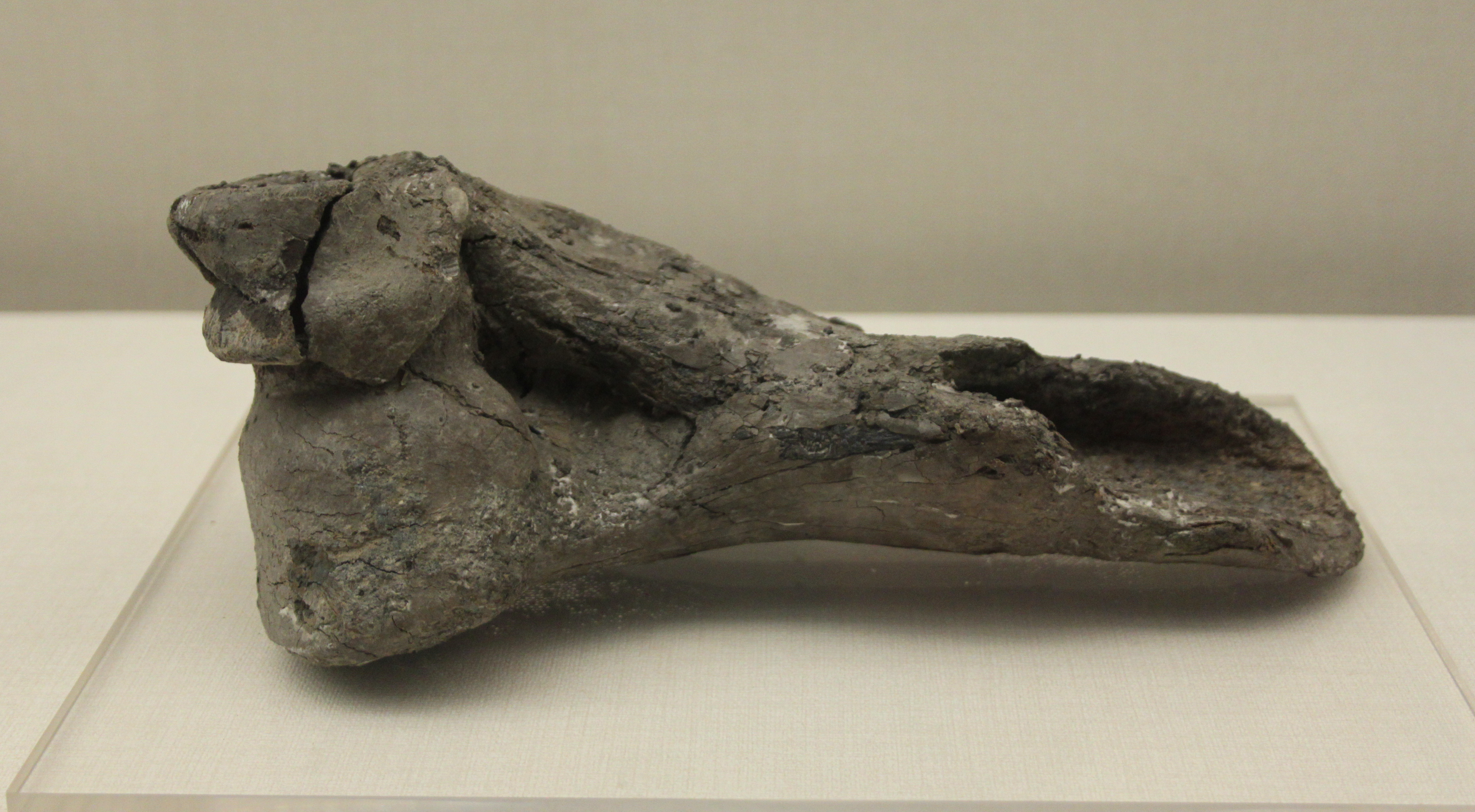
Restes d'una pala d'os del jaciment de Bashidang
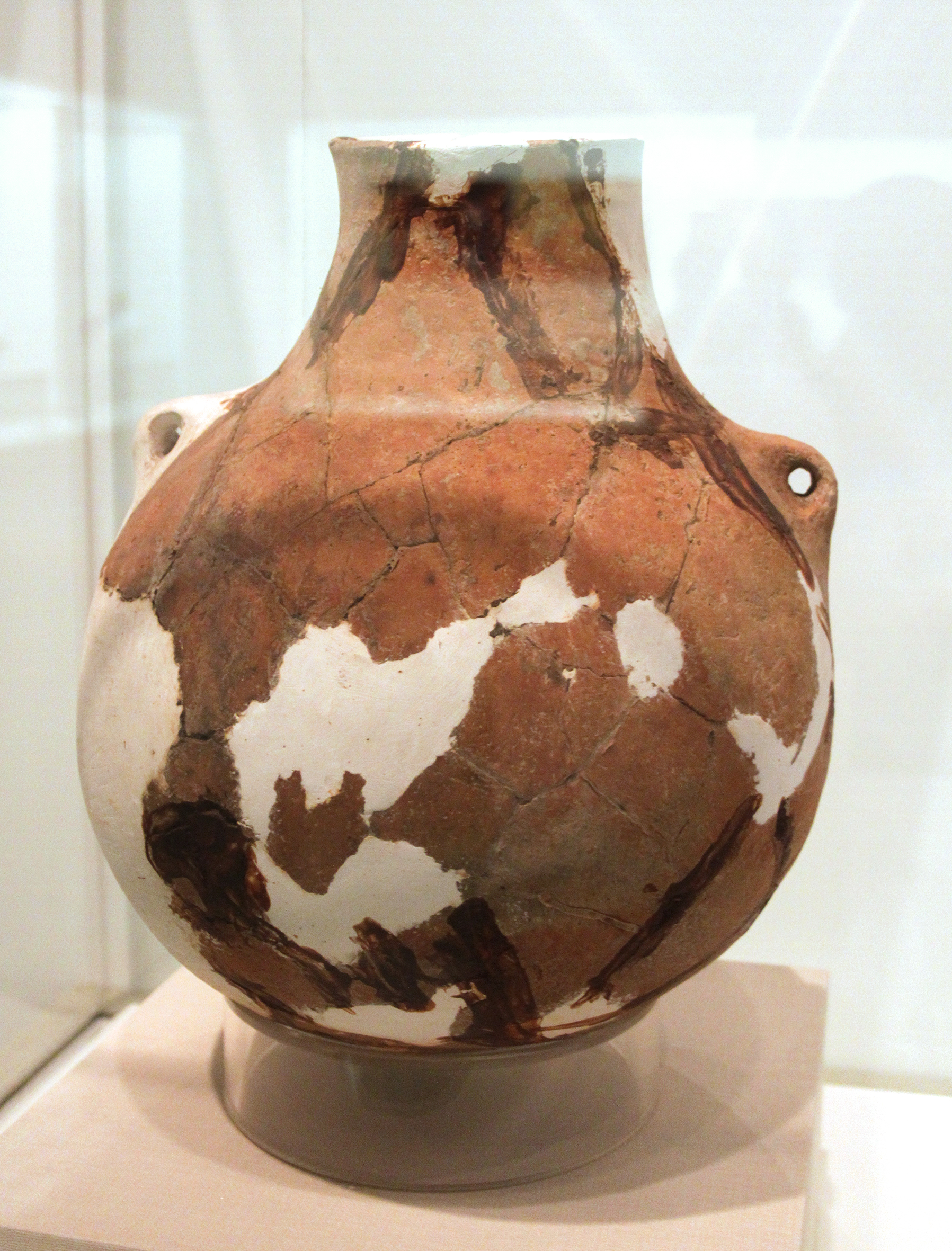
Vaixella reconstruïda
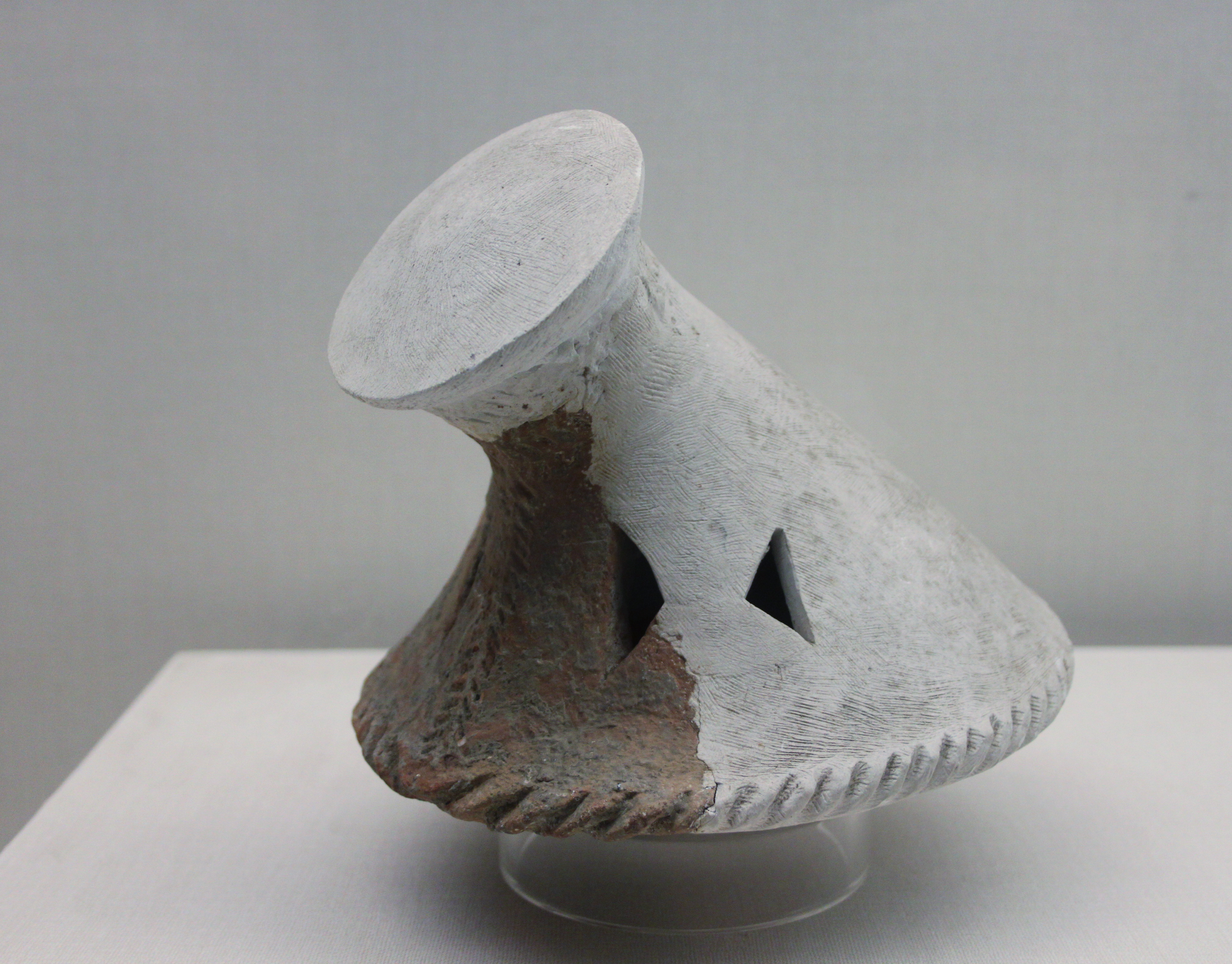
Coll reconstruït d'una vaixella